# Rudolf Hilty
Rudolf Hilty (* 5. März 1815 in Buchs; † 8. Juli 1905 ebenda; heimatberechtigt in Grabs) war ein Schweizer Unternehmer und Politiker. 

## Leben

### Familie
Rudolf Hilty entstammte der Familie Hilty und war der Sohn von David Hilty, einem Kaufmann, Hauptmann und Bezirksrichter, und dessen Ehefrau Barbara (geb. Kubli). Er hatte einen Bruder, Paravizin Hilty, mit dem er gemeinsam das Kolonialwarengeschäft des Vaters übernahm, es dann aber später allein weiter betrieb.
Er war zweimal verheiratet. Seine erste Ehe schloss er mit Brigitta Vetsch, der Tochter des Hauptmanns Johannes Vetsch; gemeinsam hatten sie fünf Kinder. In zweiter Ehe heiratete er Johanna Vetsch, die Tochter des Arztes Lorenz Vetsch.

### Werdegang und politisches Wirken
Rudolf Hilty besuchte die Primarschule in Buchs und setzte seine schulische Ausbildung von 1828 bis 1830 an der Realschule in Poschiavo sowie von 1830 bis 1832 an der Kantonsschule in Chur fort.
Seine berufliche Laufbahn begann im Jahr 1839, als er Gerichtsschreiber des Militärbezirks Werdenberg und 1853 Präsident des Untergerichts Sevelen wurde. In der Folge bekleidete er verschiedene Ämter, darunter von 1859 bis 1865 das des Bezirksammanns von Werdenberg und von 1866 bis 1869 das des Vizepräsidenten des Bezirksgerichts Werdenberg; in dieser Zeit wurde er 1868 Posthalter in Grabs. Von 1872 bis 1897 war er Mitglied des Kantonsgerichts.
Im Sonderbundskrieg diente er als Major und wurde im Jahr 1852 zum Oberstleutnant und Kommandanten des 2. Auszügerbataillons befördert.
Er war von 1849 bis 1854 Grossrat des Kantons St. Gallen, wo er zunächst als radikaler Liberaler in der Richtung von Johann Baptist Weder und später als Vertreter der gemäßigten Liberalen agierte. Zwischen 1872 und seinem Rücktritt 1884 war er zudem, als Nachfolger des verstorbenen Johann Ulrich Ambühl (1819–1872), Nationalrat und zählte in der zweiten Hälfte des 19. Jahrhunderts zu den politisch führenden Köpfen im Bezirk Werdenberg.